# Districtul Busia, Uganda
Districtul Busia este una dintre cele 80 unități administrativ-teritoriale de gradul I ale Ugandei.